# Kościół Chrystusa Króla w Gdańsku
Rzymskokatolicki kościół parafialny pod wezwaniem Chrystusa Króla – kościół umiejscowiony przy ul. ks. Rogaczewskiego 55 w Gdańsku Siedlcach.

## Historia

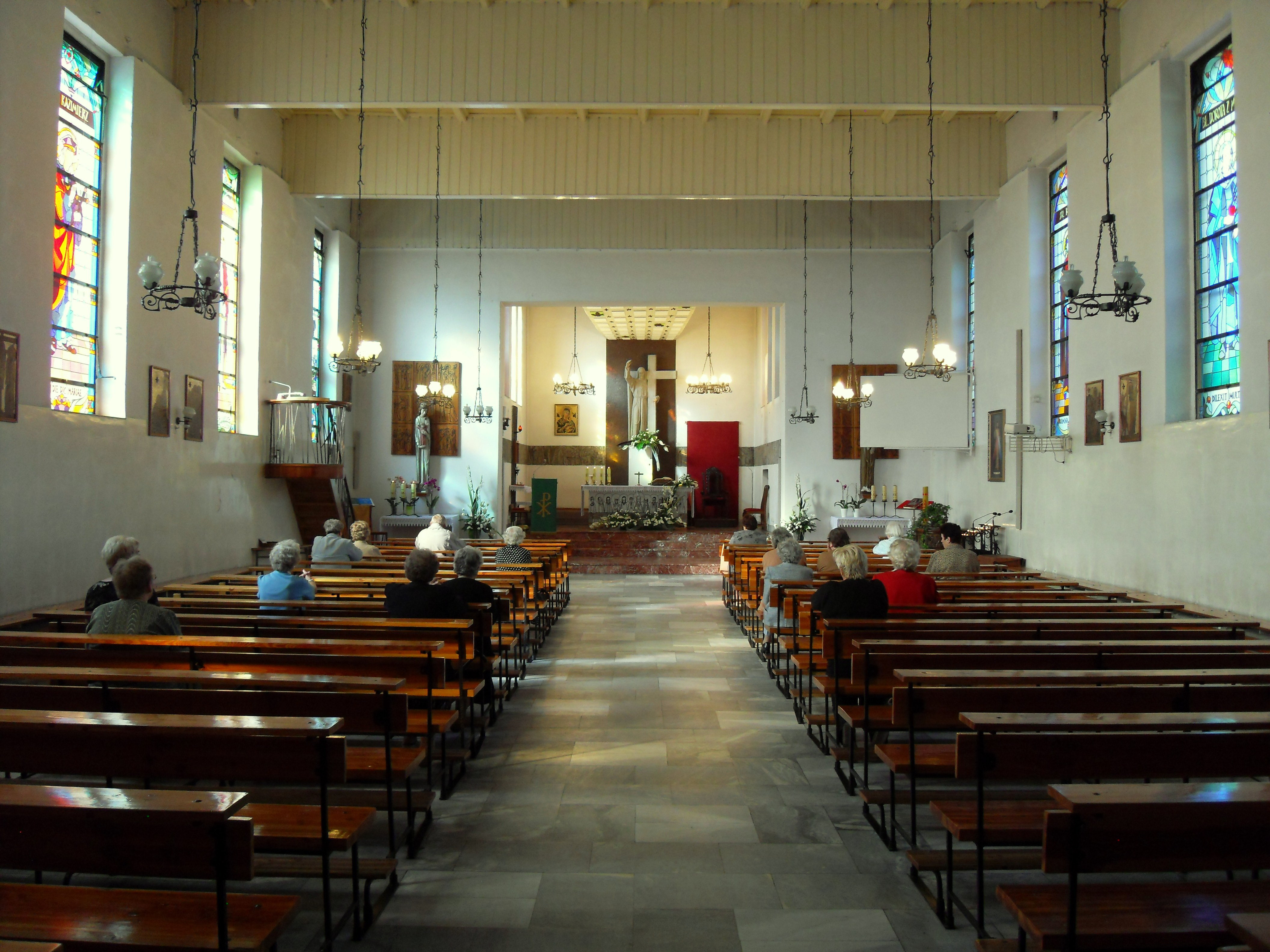
Wnętrze kościoła

W 1928 została podjęta inicjatywa zbudowania kościoła dla Polaków-katolików mieszkających w Wolnym Mieście Gdańsku. Fundusze gromadziło Polskie Towarzystwo Budowy Kościoła Chrystusa Króla w Gdańsku, którego prezesem był ks. Franciszek Rogaczewski.
Świątynia położona na skraju Śródmieścia, w obrębie zniwelowanego byłego Bastionu Piaskowego (niem. Bastion Sandgrube), została zbudowana w latach 1931-1932 według projektu inż. architekta Czesława Świałkowskiego, jako kościół rektorski w parafii św. Józefa. Planowano, że budowla ta będzie pełniła swe funkcje jedynie tymczasowo, do czasu zbudowania w sąsiedztwie dużego, reprezentacyjnego kościoła, a następnie zostanie przekształcona w salę dla zebrań i imprez okolicznościowych. Na przeszkodzie realizacji tych planów stanął wybuch II wojny światowej i do wybudowania kościoła docelowego nigdy nie doszło.
Świątynia ma kształt nietypowy dla kościoła, w formie wielkiej hali na planie prostokąta. Nie posiada wież oraz innych charakterystycznych elementów architektonicznych.
Poświęcenie kościoła odbyło się 30 października 1932 z udziałem Komisarza Generalnego RP i licznych delegacji organizacji polskich w Wolnym Mieście Gdańsku. Rektorem kościoła został mianowany już 31 stycznia 1930 ksiądz Franciszek Rogaczewski. Od grudnia 1935 pomagał mu w pracy jako wikary ksiądz Alfons Muzalewski. 
7 października 1937 biskup gdański Edward O’Rourke erygował przy kościele jedną z dwóch polskich parafii personalnych z ks. Rogaczewskim jako tytularnym proboszczem, jednak po kilku dniach z powodu nacisków narodowych socjalistów decyzja ta została zawieszona.
1 września 1939 księża Rogaczewski i Muzalewski zostali aresztowani w plebanii. Nowe władze planowały zamknięcie kościoła, jednak ostatecznie przekazano go przeniesionym tu z Wrzeszcza księżom pallotynom. Po 1945, w związku ze zniszczeniem kościoła św. Józefa, kościół Chrystusa Króla stał się kościołem parafialnym parafii św. Józefa. W latach 1958–1972 proboszczem parafii był ks. Kazimierz Kluz, późniejszy biskup sufragan gdański. Dopiero od 26 listopada 1989 zmieniono tytuł parafii i od tego czasu nosi ona nazwę parafii Chrystusa Króla w Gdańsku. Obecnie ulica, przy której znajduje się kościół nosi imię bł. ks. Franciszka Rogaczewskiego.
Przy kościele został zrealizowany 2 odcinek serialu historycznego Gdańsk 39 (1989).
W 2022 bez zgody Urzędu Miasta i konserwatora zabytków doszło do zniszczenia skarpy zabytkowego bastionu Piaskowego z końca XVII w. w celu budowy w tym miejscu przedszkola, parkingu i rozbudowy zakrystii. 

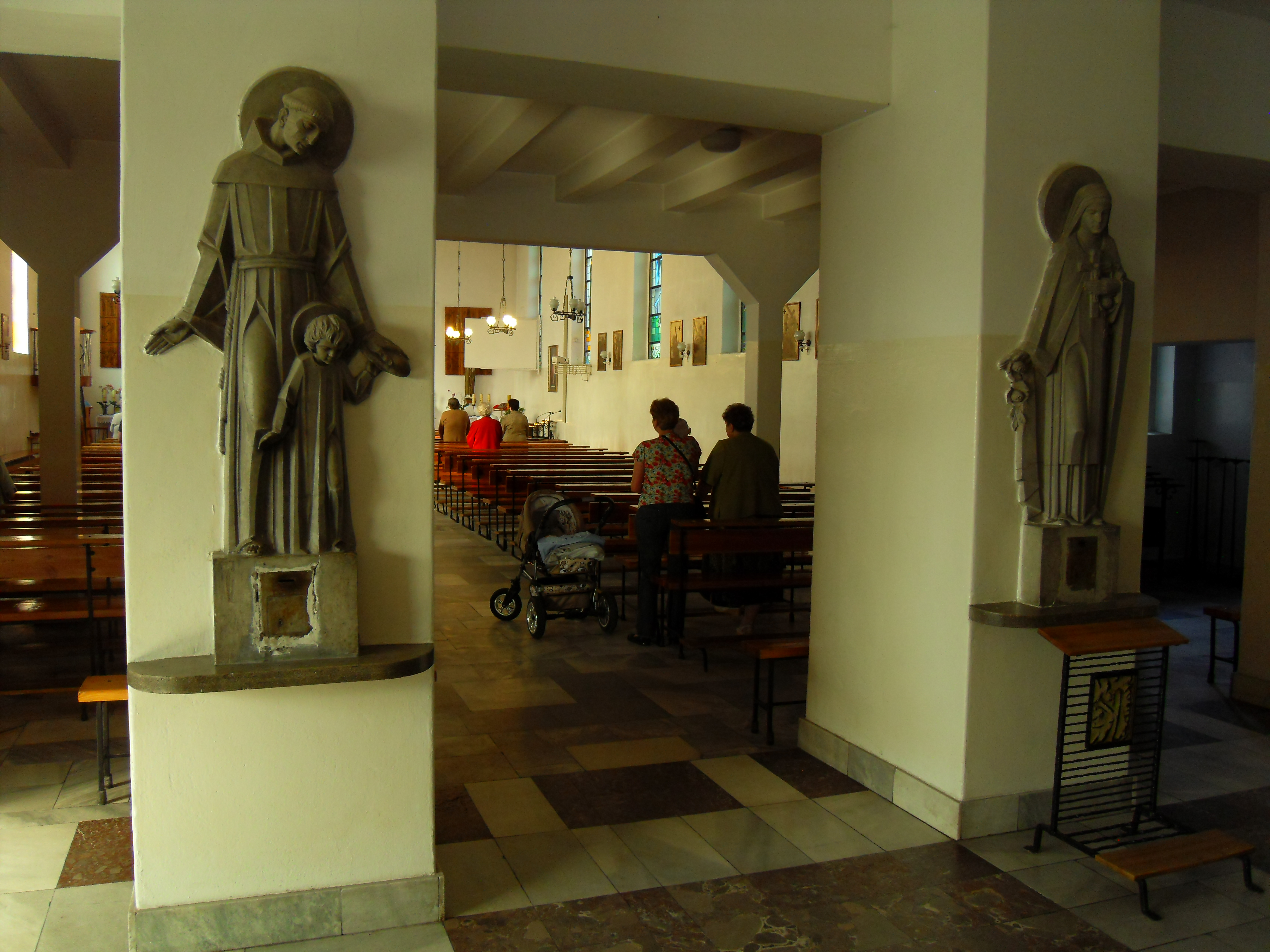
Wnętrze kościoła
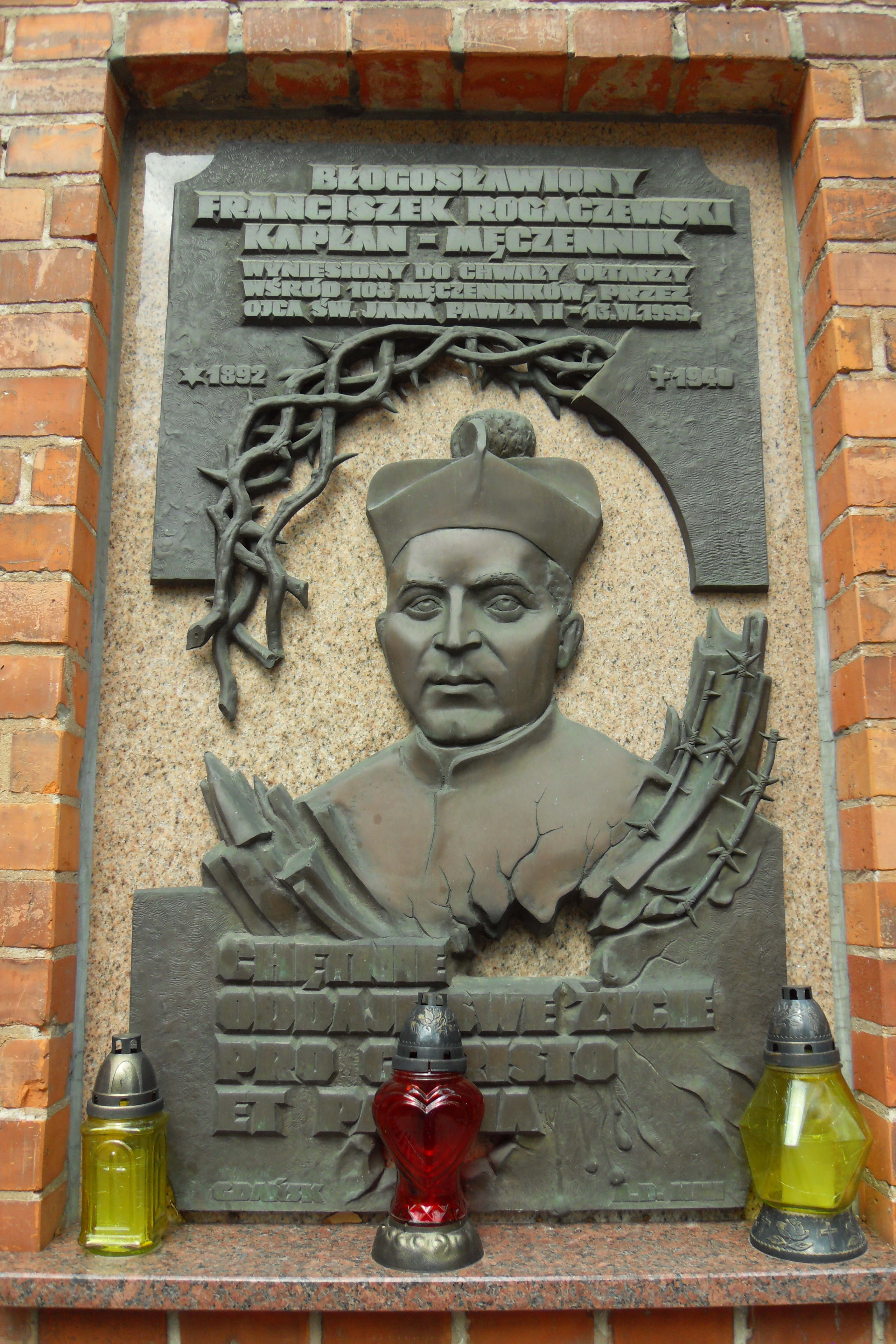
Tablica poświęcona bł. ks. Franciszkowi Rogaczewskiemu
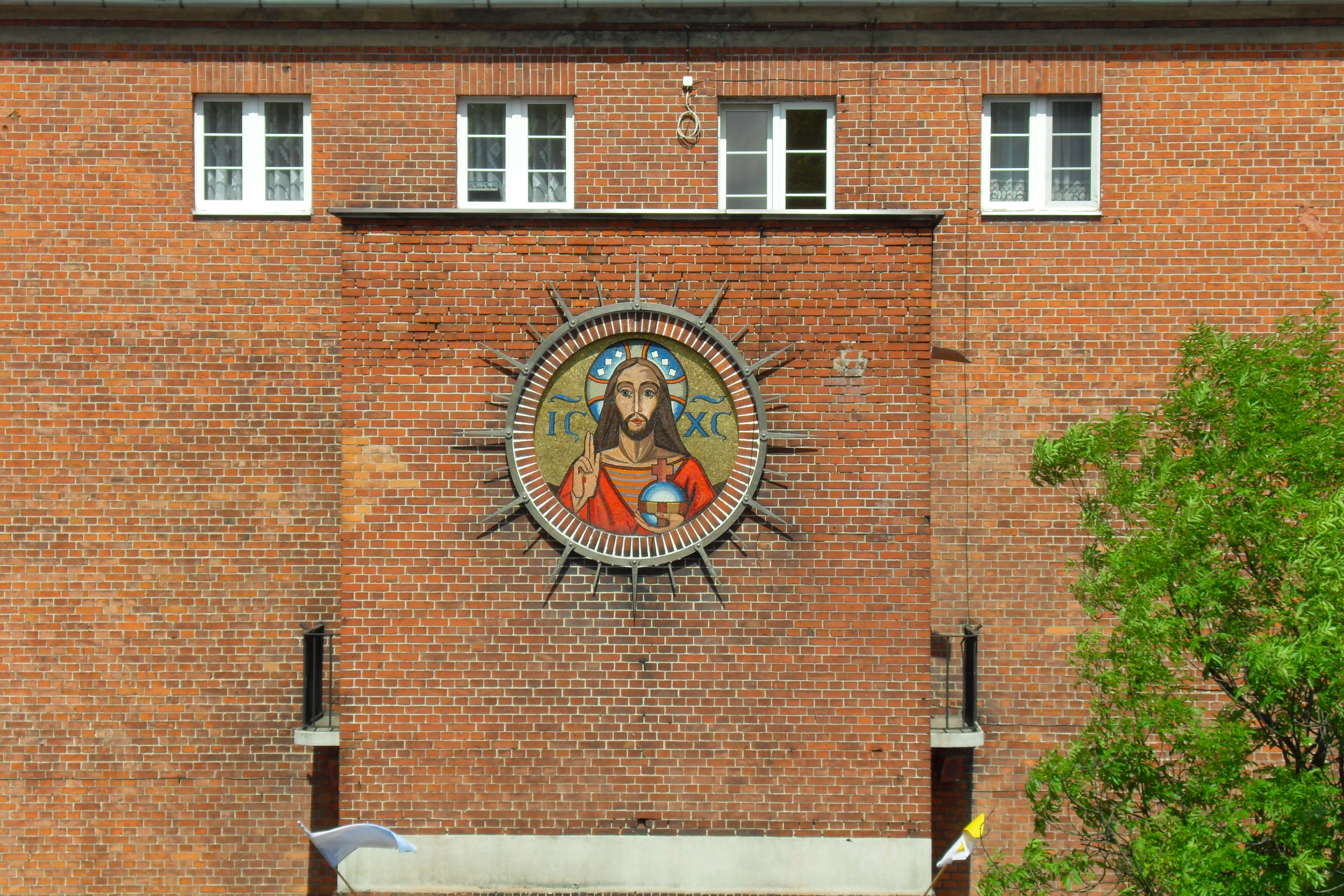
Mozaika na froncie kościoła przedstawiająca Chrystusa Króla
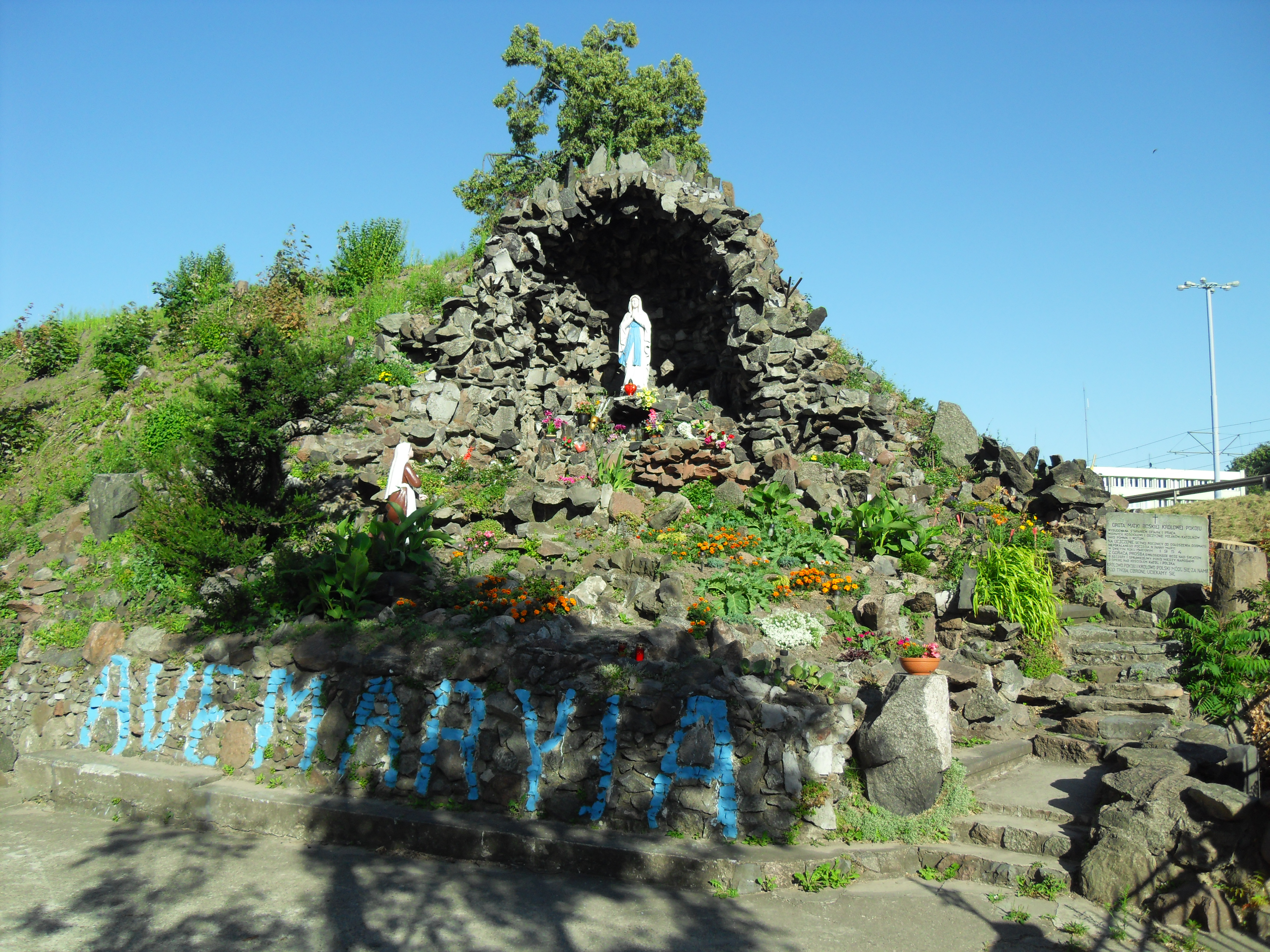
Grota Matki Boskiej Królowej Pokoju